# The Golden Age of Apocalypse
The Golden Age of Apocalypse è il primo album in studio del musicista statunitense Thundercat, pubblicato nel 2011.

## Tracce
1. Hooooooo – 0:22
2. Daylight – 2:56
3. Fleer Ultra – 2:14
4. Is It Love? – 5:37
5. For Love I Come (George Duke cover) – 3:35
6. It Really Doesn't Matter to You – 3:33
7. Jamboree – 3:45
8. Boat Cruise – 3:45
9. Seasons – 2:18
10. Goldenboy – 3:04
11. Walkin' – 2:06
12. Mystery Machine (The Golden Age of Apocalypse) – 2:05
13. Return to the Journey – 2:04